# Balloon debate

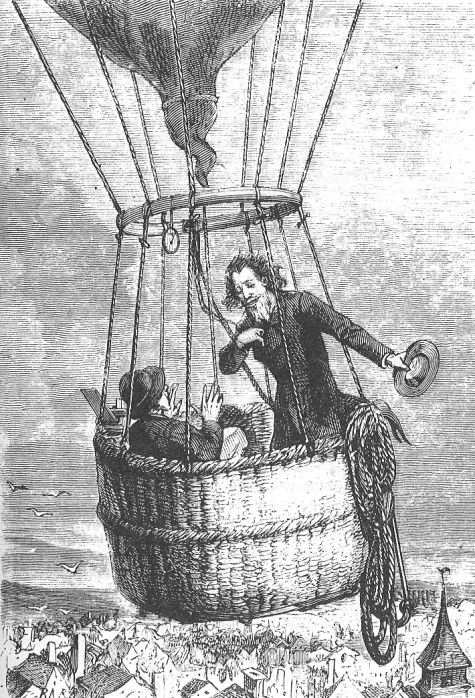
In einer Balloon debate müssen Sprecher Argumente vorbringen, um nicht aus einem Ballon geworfen zu werden.

Eine Balloon debate ist ein Wortgefecht, in welchem die einzelnen Sprecher ein Publikum von ihren Argumenten überzeugen müssen. Das Publikum soll sich vorstellen, die Sprecher seien in einem Heißluftballon, welcher zu sinken beginnt; um die anderen zu retten, muss eine Person aus dem Ballon geworfen werden.
Jeder Vortragende muss begründen, warum er oder sie nicht aus dem Ballon geworfen werden soll, um die anderen zu retten. Meistens spricht jeder Teilnehmer in einer Rolle als bekannte Persönlichkeit, als Mitglied eines Berufsstandes, Romanfigur etc. Der Ballon wird manchmal durch eine andere Situation ersetzt, z. B. Schiffbrüchige auf einem Floss, oder ein Atombunker.
Der gleiche Stil wird in der Reality-TV Sendung Big Brother verwendet, wo Teilnehmer begründen müssen, weshalb sie nicht ausgeschlossen werden sollen.

## Verwandte Themen
- Lifeboat ethics
- Storytelling game